# Sagina

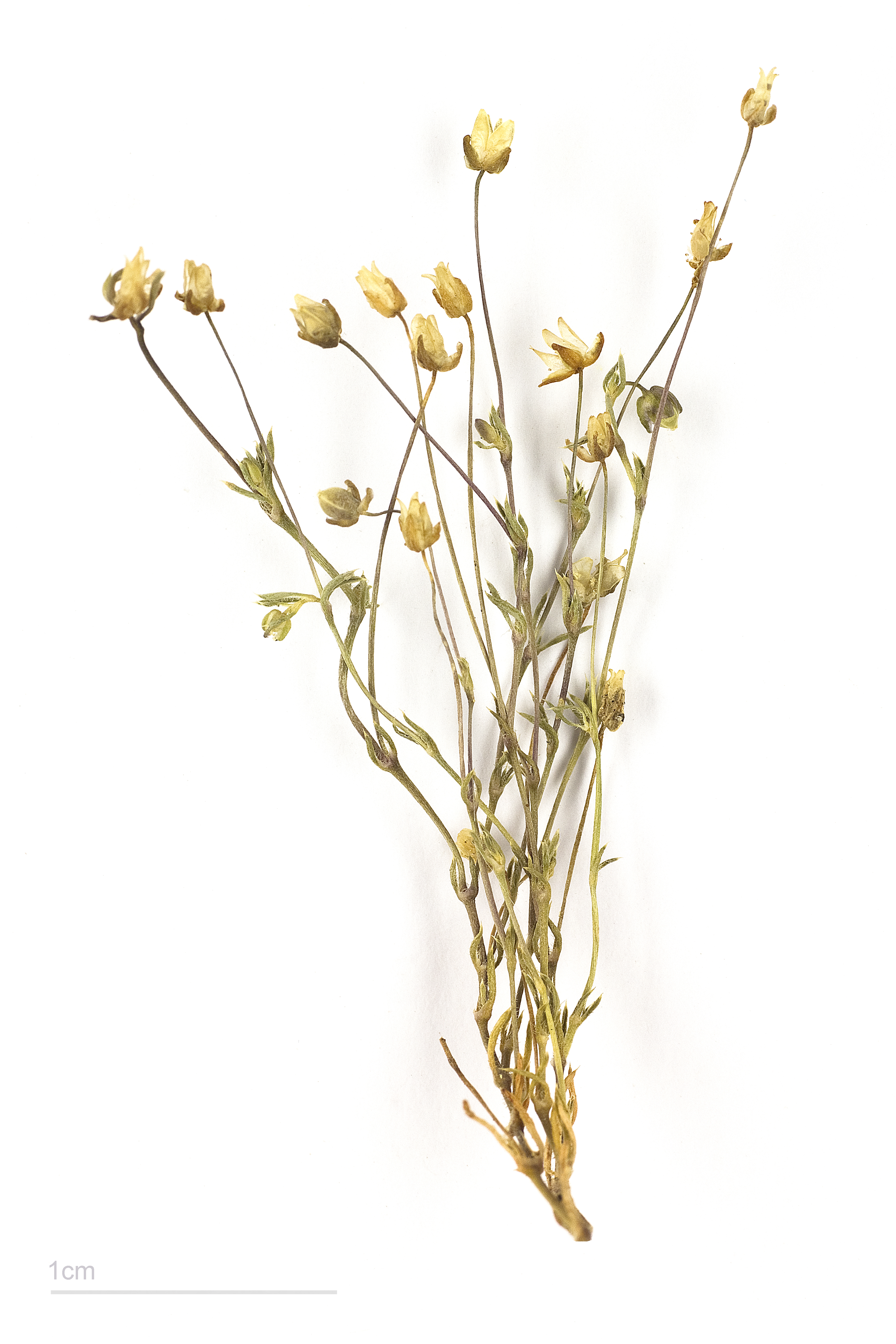
Sagina apetala

Sagina és un gènere de 20–30 espècies de plantes amb flors dins la família Caryophyllaceae. Són espècies herbàcies originàries de les regions de clima temperat de l'hemisferi Nord arribant pel sud fins a les muntanyes altes tropicals i fins a l'equador en el cas d'Àfrica. Són plantes anuals o perennes de mida petita, erectes o prostrades que fan de 5 a 15 cm d'alt. Les flors són solitàries o en petites cimes. Els fruits són petites càpsules que contenen diverses llavors.
Espècies
| - Sagina abyssinica - Sagina afroalpina - Sagina apetala - - Sagina boydii - - Sagina brachysepala - Sagina caespitosa - Sagina decumbens - - Sagina glabra - Sagina japonica - - Sagina maritima - | - Sagina maxima - - Sagina melitensis - Sagina muscosa - Sagina nivalis - - Sagina nodosa - - Sagina pilifera - Sagina procumbens - - Sagina sabuletorum - Sagina saginoides - - Sagina subulata - (sinònim: S. pilifera) |

Fonts: